# Alys Clark-Cattoir
Alys, baronne Clark, veuve Francis Cattoir, née le 17 juin 1913 et morte le 16 juin 2008 est une femme philanthrope belge.
En 1972, elle fonde en Belgique l’asbl Association pour le Volontariat avec des responsables des Activités sociales de la Croix-Rouge de Belgique ayant constaté la nécessité pour les différents mouvements de bénévoles de mieux se connaître et de coordonner leurs actions. Aussi l’asbl Trans-Mission a été créée, destinée au volontariat à l’étranger. 

## Distinctions
Elle a été élevée au rang de baronne par le roi Albert II de Belgique en 1999.